# Paola Pezzaglia
Paola Pezzaglia o Paolina Pezzaglia Greco (Milano, 13 settembre 1886 – Firenze, 17 dicembre 1925) è stata un'attrice italiana.
Nata Paolina, divenne Paola per il cinema (1914/1921). Nel periodo aureo della sua carriera teatrale (1908/1914) aveva aggiunto al proprio il cognome del marito, diventando Paolina Pezzaglia Greco. Nel periodo finale della sua vita (1922/1925) tornò ad essere, sulle scene teatrali, Paolina Pezzaglia, come dalla nascita al 1907. Il cognome esatto è Pezzaglia, sebbene l'erronea variante Pazzaglia sia riportata da una minoranza di documenti dell'epoca.

## Biografia
Figlia di Gerolamo Pezzaglia (1854-1899), parrucchiere teatrale milanese ed ex baritono, e di Adelinda Monti (1854-1940), debuttò in teatro già a sei anni nella Compagnia dello zio Angelo Pezzaglia detto Angiolone, attore teatrale e cinematografico. La giovane attrice interpretò drammi come Uccidili!, Il muto, La palude maledetta, I due derelitti, e monologhi come Paolina nell'imbarazzo. Nel 1908 sposò l'attore e capocomico Antonio Greco, con cui lavorò nella Compagnia Zannini-Greco. Da lui avrà un figlio, Ruggero, che, bambino, prenderà parte ai suoi spettacoli teatrali.
Dopo varie esperienze in Compagnie prestigiose come quella di Dina Galli, i coniugi Greco ottennero, nella stagione 1911-1912, un contratto con la Compagnia Teatrale di Ermete Zacconi: la Pezzaglia venne ingaggiata come prima attrice. Paolina fu anche talent-scout: in una Compagnia da lei diretta offrì il primo contratto teatrale a Enrico Viarisio, che avrebbe poi intrapreso una carriera di grande successo. Amica personale e interprete di Ada Negri, iniziò nel 1914 la carriera cinematografica, ricoprendo ruoli in film muti tra i quali Il fornaretto di Venezia. Nel 1918 interpretò sei film: La capanna dello zio Tom, Le peripezie dell'emulo di Fortunello e compagni, Il campo maledetto, I bimbi di nessuno, La sagra dei martirî e Il giardino del silenzio (gli ultimi quattro costituiscono un serial cinematografico noto col titolo generale de Il Mistero dei Montfleury). Nel 1921 recitò nel film La vendetta dello scemo. Si segnala anche la sua partecipazione al film Muoio per lei!, girato nel 1915 ma uscito solo nel 1918 per problemi di censura dovuti a scene particolarmente violente poi tagliate.
Nell'ultima parte della sua vita, dopo alcune vicissitudini personali non sempre positive (vedovanza, nuova gravidanza, nascita della figlia Anna, concepita con l'attore e futuro produttore-regista Luigi (Luis) Mottura che non sposò mai, problemi economici), la Pezzaglia formò una propria Compagnia Teatrale, la Compagnia Italiana di Prosa, con cui si esibì ne La nemica di Dario Niccodemi, in Fedora di Victorien Sardou, ne La signorina Josette di Paul Gavault, ne La signora delle camelie e La moglie di Claudio di Alexandre Dumas figlio, in Suor Teresa o Elisabetta Soarez di Luigi Camoletti, ne I disonesti di Gerolamo Rovetta, ne La cena delle beffe di Sem Benelli, ne La fiaccola sotto il moggio e La figlia di Iorio di Gabriele D'Annunzio (la Pezzaglia fu una grande interprete dannunziana) e in molte altre pièces delle oltre cento del suo repertorio. Nella sua piena maturità artistica, morì a Firenze di polmonite all'età di 39 anni, il 17 dicembre 1925. È sepolta nel Cimitero di Trespiano (Firenze).

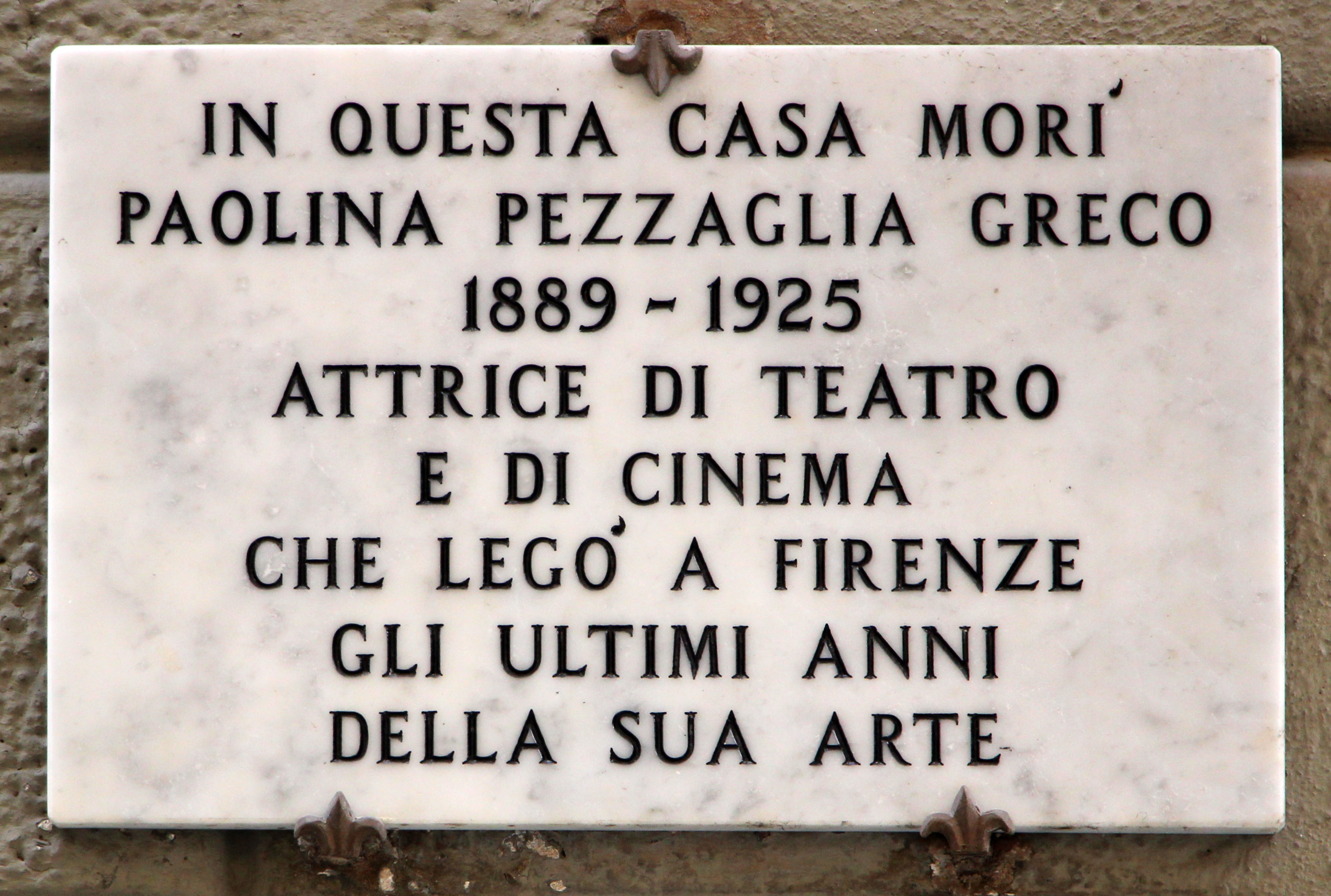
Lapide commemorativa di Paolina Pezzaglia Greco sulla casa dove morì, in via Faenza, 12 a Firenze.

Nel III millennio la memoria di Paola Pezzaglia è riemersa significativamente non solo in Italia ma anche nel mondo sotto diversi aspetti. Tra le altre cose, nel 2006 in Nuova Zelanda in suo onore fu battezzata Pezzaglia una cavalla da corsa che divenne una campionessa. Nel 2007 a Firenze fu fondato dal nipote Gianni Greco l'Archivio Pezzaglia-Greco, basato sulla sua vita e la sua arte. Al termine dell'Anno Accademico 2012-2013 all'Università di Bologna venne discussa una tesi di laurea su di lei. Nel 2013 l'Archivio Pezzaglia-Greco fu dichiarato "di interesse storico particolarmente importante" dal Ministero dei Beni e delle Attività Culturali. Nel 2015 l'attrice-poetessa statunitense Amber Tamblyn inserì Paola Pezzaglia nella sua più significativa poesia, che conclude il best seller Dark Sparkler. Il 13 settembre 2017, nel giorno del 132º anniversario della sua nascita, è stata posta dal Comune di Firenze una lapide commemorativa di Paola Pezzaglia sulla casa dove visse e morì, in Via Faenza, 12. Il 13 settembre 2018 è stato reso pubblico un video contenente scene inedite del film perduto Il Mistero dei Montfleury, con varie inquadrature di Paola Pezzaglia nel ruolo di Biribì. Il 22 giugno 2022 alla Columbia University di New York ha avuto luogo una conferenza su Paola Pezzaglia tenuta dalla professoressa Monica Dall'Asta. Nel 2023 è uscito il romanzo Su il sipario si muore - Gli strabilianti casi di Paolina Ventiquattrore, investigattrice di Gianni Greco, ispirato a Paola Pezzaglia, seguito, nel 2024, dal secondo volume, Giù nel profondo buio - Gli strabilianti casi di Paolina Ventiquattrore, investigattrice. Nel 2025 Paola Pezzaglia entra nel novero delle 30 pioniere del cinema incluse nella mostra governativa "In Visibili - Le Pioniere del Cinema", promossa dal Ministero della Cultura, dall'Archivio dell'Istituto Luce e da Cinecittà a Roma, nel Palazzo Poli, sede dell'Istituto centrale per la grafica, su cui poggia la Fontana di Trevi.

## Ruoli particolari
Sempre protagonista, in teatro si cimentò anche in ruoli caratteriali e addirittura maschili, come Fanfan de I due derelitti, Balilla de I figli di nessuno e Giannetto Malespini de La cena delle beffe.
Nel mondo del cinema rimase famosa per due interpretazioni di primo piano fortemente caratterizzate:
- Biribì, monellaccio di strada nel film seriale Il Mistero dei Montfleury.[25]
- Madama Girasole, personaggio caricaturale in Le peripezie dell'emulo di Fortunello e compagni.[26]

La Pezzaglia fu anche soggettista e sceneggiatrice. Di lei ci è rimasto il manoscritto autografo della sceneggiatura di un film intitolato Genio malefico.

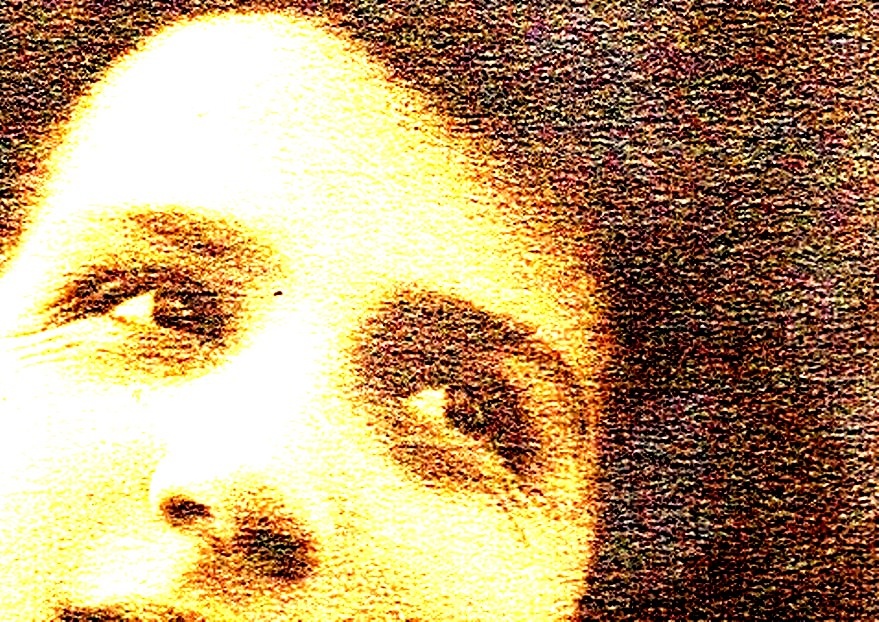
Paola Pezzaglia, 1921.

## Filmografia

### Attrice
- Il fornaretto di Venezia, regia di Luigi Maggi (1914)
- Muoio per lei!, regia di Guido Petrungaro (1918)
- La capanna dello zio Tom, regia di Riccardo Tolentino (1918)
- Le peripezie dell'emulo di Fortunello e compagni, regia di Cesare Zocchi Collani (1918)
- L'emulo di Fortunello direttore d'orchestra, regia di Cesare Zocchi Collani (1918)
- Il campo maledetto (1918)
- I bimbi di nessuno (1918)
- La sagra dei martirî (1918)
- Il giardino del silenzio (1918)

I precedenti quattro lungometraggi, sebbene a sé stanti, costituiscono altrettanti episodi del film Il Mistero dei Montfleury, tratto dal romanzo Fernanda di Carlo Dadone, uno dei primi serial cinematografici italiani.
- La vendetta dello scemo, regia di Umberto Mucci (1921)
- Lo scemo Salvatore, riedizione del precedente

### Soggettista e sceneggiatrice
- Genio malefico